# Pristiglottis
Pristiglottis é um género botânico pertencente à família das orquídeas (Orchidaceae).